# Список євреїв воїнів-учасників російсько-української війни (з 2014)
Список юдейських та етнічно-єврейських воїнів-учасників російсько-української війни (з 2014) на захисті України від російської агресії.
| №  | П.І.Б.                                   | Єврейське ім'я | Про особу | Дата та обставини смерті | Поховання |
| -- | ---------------------------------------- | -------------- | --- | --- | --- |
| 1  | Аріелі Цві                               |                | З початку 2014 року тренував спецпідрозділи МВС, НГУ та ЗСУ. У жовтні 2015-го тренував бригаду швидкого реагування Нацгвардії за стандартами НАТО. Отримав українське громадянство. | | |
| 2  | Адаменко В’ячеслав Валерійович «Ізраїль» |                | 48 років. В Ізраїлі, куди він переїхав у 22 роки, пішов до прикордонних військ, де прослужив майже 17 років, отримавши поранення, під час Революції Гідності переїхав в Україну задля волонтерства, та згодом отримав громадянство. Маючи досвід 27 лютого 2022 року пішов у військомат. Воював у складі 100-ї окремої бригади сил територіальної допомоги. | Загинув 4 березня 2024 року поблизу населеного пункту Білогорівка Луганської області в результаті множинних осколкових поранень. | Поховали воїна в Луцьку на Алеї почесних поховань. |
| 3  | Бен-Єгуда Ар'є                           |                | Народився в Британії, прийняв юдаїзм та переїхав в Ізраїль. З березня 2022 року воює за Україну. Тричі поранений, має кілька військових нагород від президента Зеленського і генерала Залужного. Коли він почув про напад ХАМАСу на його країну, то першим літаком повернувся додому. Втім, пробувши в Ізраїлі кілька днів, він вирішив повернутися назад в Україну. Нагороджений Відзнакою Всеукраїнського єврейського конгресу. | Невідомо. | |
| 4  | Бесконечний Антон Володимирович          |                | 02 червня 1989 р.н. м. Миколаїв. | (9 Нісана 5784) 17 квітня 2024 року зник поблизу міста Часів Яр. Згодом виявили, що в цей день військовий загинув, отримавши важкі травми після прильоту першої ракети, яку росіяни випустили по позиції, а за нею ще одну ракету і влучили прямо в нього, тоді від Антона залишились лише дві ноги, які й поховали. | Рабин Шолом Готтліб провів поховання військового за юдейською традицією 2 липня 2024 року. |
| 5  | Булигін Максим Віталійович               | Вольф          | 11 листопада 1994, Житомир, ходив в єврейський дитячий садочок, згодом, закінчивши хабадський ліцей «Ор Авнер», вступив до ПТУ №18, де здобув професію «Кухар-пекар». 24 лютого 2022 року, на початку повномасштабного вторгнення отримав повістку і одразу ж став на захист рідної України. Воював у складі різних формувань. Незадовго до загибелі був у лавах 117-ої окремої механізованої бригади. | Загинув (4 Сівана 5784) 10 червня 2024 року під час виконання бойового завдання щодо захисту України від російських агресорів в селі Роботине Запорізької області, коли на його позицію окупанти скинули вибухівку. | 25 червня 2024 року після традиційної юдейської церемонії прощання біля синагоги у Житомирі, яку провів рав Шломо Вільгельм, Максима Булигіна поховали на Смолянському міському військовому кладовищі. |
| 6  | Вайнер Родіон Русланович                 |                | м. Кривий Ріг. Навчався у школі № 70, пізніше - в інгулецькій гімназії № 127. Продовжив у ДВНЗ КНУ. іммігрував до Ізраїлю в рамках проекту «Тагліт». | Загинув під час виконання бойового завдання. | |
| 7  | Глембоцький Андрій Едуардович «Капа»     |                | 16 апреля 1973р., м.Шостка. Лейтинант. Глембоцький здійснив алію у віці 22 років, через 10 років повернувся в Україну, де і зустрів свою дружину. У 2014 був активним учасником Майдану. Після початку агресії РФ у 2014 році він вступив до лав ГО "Український Легіон" та пройшов навчання з військового вишколу. З часом із сім'єю виїхав до Ізраїлю. У лютому 2022 повернувся в Україну та встав на її захист. Приєднався до Інтернаціонального легіону територіальної оборони України у складі ЗСУ. Обійняв посаду командира окремого підрозділу спецпризначення та вирушив на передові позиції. | (26 Ава 5782) 23 серпня 2022 року загинув поблизу села Слобожанське на Харківщині, автомобіль, на якому він їхав, підірвався на міні. | Поховали захисника на Байковому кладовищі у Києві, (колумбарій 9, тераса 2). |
| 8  | Десятник Денис «Ден»                     |                | 19 квітня 1977р, Узбекистан. Підполковник. Служив в ЦАХАЛ, потім - в спецпідрозділах поліції Ізраїлю. Асом-розвідник, за плечима якого багато успішних операцій в ГУР України. Інструктор батальйону «Стугна». Вірогідніше за все повернувся до Ізраїлю за призивом після 7 жовтня. | Невідомо | |
| 9  | Дженсен Семен Костянтинович «Сем»        |                | 35 років, м. Кропивницький. Закінчив технологічний коледж у місті Єрусалим, Ізраїль. Проте у 2020-му повернувся на Батьківщину та оселився в місті Дніпро. З початком повномасштабної війни чоловік намагався потрапити до війська, щоб захищати Україну від окупантів. Врешті у травні 2024-го долучився до батальйону «Вовки Да Вінчі», що в складі 59-ї окремої мотопіхотної бригади. | Загинув (6 Тамуза 5784)12 липня 2024 року біля міста Красногорівка на Донеччині. Виконуючи бойове завдання, отримав смертельні осколкові поранення. | Поховали Семена на Краснопільському кладовищі в Дніпрі. |
| 10 | Дубовик Олександр Сергійович «Партизан»  |                | 11 вересня 1988, м. Дніпро. Етнічний єврей, тому до війни з родиною переїхав до Ізраїлю. У лютому 2022 повернувся в Україну. Пройшов з побратимами бої під Сєвєродонецьком, Зайцевим, Бахмутом. В серпні 2022, перебуваючи в Зайцевому під шквальним вогнем ворога записав дружині коротке відеозвернення, де були такі слова: «Я не знаю, чи ми виберемося звідси. Але я хочу, щоб ти знала: я ні про що не шкодую». | (29 Кіслева 5783) 23 грудня 2022 загинув поблизу Озорянівки та Курдюмівки на Бахмутському напрямку. В останньому бою його було важко поранено і його підступно розстріляли обійшовши ззаду. Довгий час тіло не могли забрати, тому що | Похорон відбувся 5 травня на Краснопільському цвинтарі в Дніпрі. |
| 11 | Ельбойм Тамір                            |                | 9 травня 1973, м. Хмельницький. Президент Національної академії медичних наук України, академік Віталій Цимбалюк, вручив найвищий орден академії військовому єврею Таміру Ельбойму. Щодня, ризикуючи власним життям, Тамір рятує українських військових на передовій. Запалив першу свічку на Ханукії 2024 року. | Живий | |
| 12 | Звіргзде Григорій «Грінч»                | Цві-Гірш       | 32 роки, Одеса, 34-а окрема бригада берегової оборони ЗСУ Скорботну звістку 6 червня 2025 року повідомив капелан Яків Синяков. | Військовий віддав своє життя у бою на Херсонському напрямку. | Похоронна церемонія за юдейською традицією розпочалася біля стін синагоги «Хабад Шомрей Шабос» у понеділок, 9 червня, об 11:00, а поховання відбулося о 12:00 на 3-му єврейському цвинтарі відповідно до єврейських законів. |
| 13 | Ковчак Віктор                            |                | м. Одеса. Солдат ЗСУ єврейського походження, який дістав поранення на передовій. Випускник одеського ліцею «Ор Авнер – Хабад».На церемонії першого вересня він з'явився на милицях, отримуючи підтримку від Авраама Вольфа, головного рабина південної України, у військового спостерігається параліч нижніх кінцівок з рівня пояса. Під час заходу він прочитав 20-й псалом із "Книги Псалмів". | Важко поранений. Живий. | |
| 14 | Крайс Ігор Михайлович                    |                | м. Чернівці. Син голови Чернівецької єврейської громади, керівника проєкту відновлення Садгірської синагоги. Етнічний, але не галахічний єврей. У 2014-му році 17-річний Ігор брав активну участь у чернівецькому Майдані. В березні 2022 приєднався до лав ЗСУ, не дивлячись на проблеми із здоров'ям та статус батьків. | невідомо | |
| 15 | Краснов Леонід Дмитрович «Мессі»         |                | 35 років, м. Дніпро. Син директорки єврейської школи №144 у Дніпрі Олени Леонідівни Краснової. Був одним із перших воїнів-розвідників бойової групи К-2, з якої пізніше виник батальйон К-2. Воював в Луганській та Донецькій областях. Краснов мріяв іммігрувати до Ізраїлю. Саме його ви могли бачити на заставках деяких відео підрозділу від 54-ї бригади.Був нагороджений нагрудним знаком "Золотий хрест", відзнакою Головнокомандувача Збройних Сил України, орденом "За мужність" III ступеня та іншими нагородами.                                                                           | Загинув | |
| 16 | Куровський Андрій Віталійович            |                | Житомир, оператор дронів, який повернувся на передову після поранення й помер від серцевого нападу. Працював у вечірній загальноосвітній школі №2, приватному ліцеї “Ор Авнер” м. Житомира та інших навчальних закладах міста. | (1 Сівана 5785) 28 травня 2025 загинув на Покровському напрямку. | |
| 17 | Мільман Дмитро«Ребе»                     | Давид          | м. Кам'янське. Помічник головного рабина (ХаБаД) Києва та України Моше Асмана. Юдейський капелан ЗСУ 20 квітня 2023 року на капеланство уповноважив начальник служби військового капеланства Збройних Сил України полковник Олексій Терещук. | Живий | |
| 18 | Міхель Геннадій Аркадійович              |                | 1973 року, м. Черкаси, в 1993 році з відзнакою закінчив Вище Вольське військове училище тилу в Саратовській області. Капітан Міхель Геннадій Аркадійович народився 26 червня 1973 року. Був заступником командира окремого стрілецького батальйону з тилу. У пам’ять про Геннадія Аркадійовича Міхеля у школі, де він навчався, відкрили меморіальну дошку. | Загинув (3 Хешвана 5783) 28 жовтня 2022 року на Харківщині внаслідок мінно-вибухової травми. | 4 листопада в Ізраїлі поховали Геннадія Міхеля, капітана ЗСУ. |
| 19 | Неліпа Максим Володимирович              |                | 44-річний телеведучий і журналіст, який після поранення повернувся на фронт. Максим Неліпа - український актор та телеведучий, учасник проєктів "Дизель Студіо". На телебаченні він також працював у програмі "Програй мільйон" (ICTV), лотереї "Хто там?" (УТ-1 та 1+1), проєкті "Народна зірка" ("Україна"). Брав участь у "Танцях з зірками" та грав у КВК за команду "Ковбої Політеху" | 2025 | |
| 20 | Пивоваров Григорій                       |                | 1981 року м. Петербург. У 1990-му емігрував до Ізраїлю. Свій бойовий шлях добровольцем почав весною 2014-го у складі батальйону «Айдар», потім служив у «Правому секторі» і тільки у 2016-му йому вдалось офіційно підписати контракт з українським військом. Обіймає посаду ТВО командира штурмової роти. Через відсутність громадянства, не може бути призначений офіційно та отримати офіцерське звання. У 2017 році. подав документи на українське громадянство. | Живий | |
| 21 | Резніков Андрій                          |                | 40 років, Львів, Україна. Громадянин Ізраїлю. У 1999 році проходив військову службу у лавах Армії оборони Ізраїлю (ЦАХАЛ). Воював у складі 125-ї окремої бригади територіальної оборони Збройних сил України. | (13 Хешвана 5783) 7 листопада 2022 загинув на сході Україні. | |
| 22 | Сабаранський Серафим Максимович          |                | 12 вересня 1993 р.н. Учасник харківської єврейської студентської організації «Гілель» 2 жовтня нагороджений (посмертно) медаллю «Незламним Героям російсько-української війни» | (11 Адар II 5782) 14 березня 2022. Загинув під час захисту міста Харків від рашистів. | |
| 23 | Самборський Антон Васильович «Хабаднік»  | Матітьягу      | 20 червня 1991, м. Київ. В 10 років ливишся сиротою, у 2002 році був усиновлений родиною головного рабина Київа та України (ХаБаД) Моше Асмана. З початком повномасштабної війни боронив країну в складі територіальної оборони, потім був переведений до 46-ї окремої аеромобільної бригади, де служив на посаді стрільця-помічника гранатометника 9-ї роти 3-го батальйону. | Свій останній бій 33-річний воїн прийняв поблизу Георгіївки, Покровського району, Донецької області, де загинув внаслідок ворожого мінометного обстрілу (18 Тамуза 5784) 24 липня 2024 року. | Поховали захисника за юдейськими традиціями на єврейському кладовищі села Барахти Київської області. Прощалися окрім родини, побратимів, друзів та членів єврейської громади, також посол Ізраїлю в Україні Михайло Бродський, юдейський капелан ЗСУ Давід Мільман, командувач медичними військами України, генерал-майор Анатолій Казмірчук, президент Єврейської Конфедерації України Борис Ложкін, керівниця патронатної служби «Янголи» Олена Толкачова, та інші.                                                                         |
| 24 | Синяков Ігор                             | Яків           | Юдейський військовий капелан Федерації єврейських громад України в ЗСУ 8 березня 2025 року у Дніпрі нагороджений медаллю «Захиснику Вітчизни» за допомогу українським військовим | Живий | |
| 25 | Старовєр Давид Олександрович «Єті»       |                | Навчався у єврейській школі «Яд-Веезер» (нині НВК «Ор Менахем») з 1 по 2 клас, потім до 7 класу у ліцеї № 32, після чого вступив та закінчив Київський військовий ліцей, далі здобував юридичну освіту у ВНАУ, продовжив магістратуру у ОНУ Мечникова. У 2023 році приєднався до лав ЗСУ. Після проходження навчання у Великобританії боронив Батьківщину від росіян у складі 59 ОМБ | Життя воїна обірвалося у бою поблизу села Нетайлове, Донецької області (6 Нісана 5784) 14 квітня 2024р. З 15 квітня 2024 року воїн вважався безвісти зниклим. Тіло Давида повернули додому 20 грудня 2024 року. | 21 грудня 2024 року, поминальну панахиду відслужили у стінах Спасо-Преображенського кафедрального собору. Чин поховання воїна відбувся на Алеї Слави Сабарівського кладовища. Попрощатись окрім рідних, друзів, побратимів та членів Вінницької громади, також прийшли представники єврейської громади Вінниці, рабин Шауль Горовіц та його дружина ребецен Хана Горовіц. В п'ятницю ввечері відбулася його Левая (юд. похоронна служба-супровід), що супроводжувалася зворушливим зібранням громади та читанням Кадішу у пам'ять про Давида. |
| 26 | Тіш Ігор                                 | Яків-Давид     | Він поїхав після школи до Ізраїлю, потім повернувся після служби у ЦАХАЛі в Україну. Вирішив піти добровольцем після нападу Росії 24 лютого 2022 року і прийняв другу присягу. У вересні 2024 року Ігор Тіш, командир взводу ЗСУ, отримав тяжке поранення, прикривши собою двох своїх солдатів від удару російського дрону. Він втратив половину лівої руки. | Живий | |
| 27 | Фрай Віктор «Вольф»                      | вір.Зейв       | 30 років. Співак, автор пісень та композитор. Колишній солдат армії Цахал, командир танку Меркава-4. З самого початку війни в Україні воював на Київщині, Харковщині, Миколаївщині, Донбасі та Херсонщині. Має 3 контузії, 3 медалі та важке поранення. Побратим Моджахеда. Один із командирів ізраїльських добровольців. | Невідомо | |
| 28 | Хазін Натан Аркадійович                  |                | 1975, м. Одеса. Командир єврейської сотні Майдану. 2014 року став співзасновником Аеророзвідки. 2015 року нагороджений почесним нагрудним знаком «За заслуги перед Збройними силами України». 2016 року був радником начальника Генштабу Збройних сил України. | Живий | |
| 29 | Хорев Максим Валерійович                 |                | 29 вересня 1978 р., м. Єнакієве, Донецької області. Керівник Українсько - Єврейського релігійного культурного центру "ЯХАД". Командувач Єврейської роти. Брав участь у Майдані. | | |
| 30 | Черкаський Давид                         |                | Послідовник ХаБаД. У 2022 році став офіцером 108-ї бригади Сил територіальної оборони ЗСУ разом з батьком. Нині Давид у відставці. На Донеччині, під час одного з бойових виходів, він отримав тяжку травму. Довгий час замовчував про це і намагався вилікуватися, але повернутися до ладу не зміг. Наразі він планує продовжувати волонтерську діяльність. | Живий | |
| 31 | Черкаський Олександр                     | Ашер-Йосеф     | м. Феодосія. У 2014 році після переїзду на материкову Україну, почав волонтерити та приєднався до складу українського добровольчого полку «Дніпро-1». У 2021 році він отримав офіцерське звання, 10 січня 2022 року підписав контракт із ЗСУ. У день, коли Росія розпочала повномасштабне вторгнення в Україну, о п'ятій ранку він уже був у частині. | Живий | |
| 32 | Чернецький Андрій                        |                | Старший солдат ЗСУ | невідомо | |
| 33 | Чичкан Давид Ілліч                       |                | Давид Чичкан народився в родині художників Іллі Чичкана та Тетяни Ілляхової у 1986 році, м. Київ. | 10 серпня 2025, Запорізька область | В останню путь, воїна провів Головний Рабин України (ХаБаД) Моше Асман |
| 34 | Шабай Алі Алієвич                        |                | 20 грудня 1977, м. Харків. Мама українська єврейка, а тато етнічний індієць. Будівельник за професією, Шабай зголосився воювати лише через кілька днів після початку російського вторгнення в Україну. З 17 травня 2022 року рахувався зниклим безвісти. | (22 Іяра 5782) 23 травня 2022 року в селі Тернова Харківської області, за майже п'ять кілометрів від російського кордону, під час відступу. Алі не встиг перебігти вулицю і був застрелений російським військовиком з кулемету. Побратими відправили дрон, щоб знайти Алі, але його тіла не було на тому місці, де він загинув. | 24 квітня 2023 року (3 іяра), напередодні Йом га-Зікарон, ребе Моше Москович провів юдейську похоронну службу у супроводі чоловіків з єврейської громади на єврейському кладовищі Харкова. |
| 35 | Шварцман Максим                          |                | 35 років, м.Чернівці. Максим Шварцман працював оператором у низці чернівецьких ЗМІ. Був добровольцем, до війська пішов у перший день повномасштабного вторгнення. Служив стрільцем у 92-му батальйоні 107-ї окремої бригади сил Територіальної оборони ЗСУ. За мужність і самовідданість, виявлені у захисті державного суверенітету, а також за розвиток телебачення, радіомовлення і зв’язку. Президент України посмертно нагородив захисника Максима Шварцмана орденом «За мужність» ІІІ ступеня.                                                                                                  | Загинув 15 липня 2023 року під час виконання бойового завдання на Бахмутському напрямку. Підрозділ Максима Шварцмана зайняв ворожі позиції, але потрапив під артилерійський обстріл противника. | Прощання відбулося у суботу, 29 липня 2023 року, об 11:00 на Алеї Слави Центрального кладовища Чернівців. |
| 36 | Шеін Владислав Владиславович «Тайфун»    |                | 3 березня 2001 м. Дніпро. Навчався в НЮУ ім. Я. Мудрого, на четвертому курсі факультету адвокатури. Також закінчив військову кафедру. У Дніпрі був відомим дзюдоїстом. Неодноразово виборював нагороди чемпіонатів Дніпропетровської області та всеукраїнських турнірів. 3 березня 2022 року, пішов добровольцем служити на фронт у лавах 128-ої окремої бригади територіальної оборони ЗСУ. Був стрільцем 233-го окремого батальйону, 2 рота, 2 взвод. Позивний «Тайфун», Владислав взяв за назвою клубу дзюдо.                                                                                      | (14 Хешвана 5783) 8 листопада 2022 року Владислав загинув поблизу селища Новоселівське Сватівського району Луганської області під час виконання бойового завдання. Українські бійці тримали фланг, а окупанти пішли у наступ, прорвавши лінію оборони. Владислав йшов попереду, коли почався танковий обстріл, взявши вогонь на себе, військовий врятував життя чотирьох побратимів, але отримав отримав поранення, несумісні із життям | |
| 37 | Шенкін Джонатан                          |                | 45 років, м. Глазго. Парамедик. служив у Армії оборони Ізраїлю. Присвячував значну частину свого життя допомозі іншим, в тому числі він брав особливу участь у порятунку американського громадянина, який перебував у заручниках на Західному березі річки Йордан у 2009 році, – написав його брат Деніель. | Грудень 2022 | |
| 38 | Штибер Даніель Пйотр                     |                | 24 травня 1987, м. Варшава. Син польського бізнесмена та члена опікунської ради варшавської Синагоги Ножиків, Мирослава Штібера. Він вступив до лав Збройних Сил України добровольцем у складі іноземного батальйону. | (1 Кіслева 5783) 25 листопада 2022 р | Похований у Варшаві. |
| 39 | Яцина Євген Вікторович «Бєня»            |                | 25 січня 1989, м. Київ. Старший солдат, 90-го окремого десантного штурмового батальйону «Житомир» 81-ї десантно-штурмової бригади, стрілець-помічник гранатометника, один із «кіборгів». Етнічний єврей | Загинув 21 січня 2015 року у бою з російськими збройними формуваннями в новому терміналі Донецького аеропорту. | Похований в місті Київ, Берковецьке кладовище. |
| 40 | Michael Jonah                            |                | м. Донецьк. з лютого 2022 року військовий парамедик-доброволець. Навчався в Україні, Великобританії, США та Ізраїлі. Працював юристом. | невідомо | |